# Phạm Địch Chớn
Phạm Địch Chớn (còn gọi là Địch Chân; trị vì: ?-?) là quốc vương Lâm Ấp. Sau khi vua cha là Bhadravarman I mất tích, Phạm Địch Chớn tự lập lên ngôi. Trong thời gian từ 413 đến 420, con cháu Phạm Hồ Đạt tranh giành ngôi vua, nội chiến xảy ra khắp nơi.

## Trị vì
Năm 413, Phạm Địch Chớn, một đạo sĩ Bà la môn, được triều thần đưa lên ngôi vua, hiệu Jaya Gangarajavarman. Năm 415, quân Lâm Ấp vào cướp Giao Châu, sau đó, Tuệ Độ đánh Lâm Ấp. Địch Chớn là người đam mê văn hóa Ấn Độ muốn nhường ngôi cho em là Địch Khải để sang Ấn Độ sống những ngày cuối đời, nhưng Địch Khải sợ bị triều thần ám hại, dẫn mẹ chạy trốn vào rừng. Ngôi báu đành nhường cho Manorathavarman là cháu Địch Chớn nhưng tể tướng Thiếu Lâm (Tsang Lin) chống lại vì cho rằng người này không được sinh ra từ một người mẹ có dòng máu tinh khiết (tức đẳng cấp Brahman), nên bị Manorathavarman giết chết.